# Liste unfreundlicher Staaten

Russland
betroffene Staaten

Die Liste unfreundlicher Staaten (russisch Список недружественных стран) ist eine von der Regierung der Russischen Föderation veröffentlichte Liste von Staaten, welche sich an Aktivitäten beteiligen, die durch die russische Regierung als „unfreundlich“ betrachtet werden. Die Liste wurde erstmals im Mai 2021 mit nur zwei Staaten (Vereinigte Staaten und Tschechien) veröffentlicht. Sie wurde per Dekret des russischen Präsidenten Wladimir Putin vom 9. März 2022 („Dekret 100“) sowie durch die Anordnung der russischen Regierung vom 11. März 2022 auf 48 Staaten erweitert, nachdem diese im Zuge der Russischen Invasion der Ukraine im Februar 2022 Sanktionen verhängt hatten. Die Liste wurde am 22. Juli 2022 erweitert und Griechenland, Dänemark, Kroatien, Slowakei und Slowenien explizit hinzugefügt. Am 24. Juli wurden die Bahamas sowie Guernsey und Isle of Man hinzugefügt.
Die auf der Liste enthaltenen Staaten unterliegen bestimmten Beschränkungen in Bezug zu Russland, einschließlich Handels- und Währungsbeschränkungen sowie Beschränkungen bei der Beschäftigung von russischen Staatsbürgern in den Botschaften des jeweiligen Landes.
Von den 32 NATO-Mitgliedern befindet sich einzig die Türkei nicht auf der Liste.

## Liste der Staaten
Tschechien und die Vereinigten Staaten wurden am 14. Mai 2021 auf die Liste gesetzt, weitere Staaten und die Europäische Union wurden am 7. März 2022 hinzugefügt. Am 22. Juli 2022 wurden Dänemark, die Slowakei, Slowenien und Kroatien explizit aufgenommen, zwei Tage später wurden die Bahamas sowie Guernsey und Isle of Man hinzugefügt. Am 30. Oktober 2022 wurden die restlichen elf britischen Überseegebiete hinzugefügt.
- Albanien
- Andorra
- Australien
- Bahamas
- Dänemark 3
- Griechenland 3
- Island
- Japan
- Kanada
- Kroatien 3
- Liechtenstein
- Föderierte Staaten von Mikronesien
- Monaco
- Montenegro
- Neuseeland
- Nordmazedonien
- Norwegen
- San Marino
- Schweiz
- Singapur
- Slowakei 3
- Slowenien 3
- Südkorea
- Taiwan
- Tschechien 3
- Ukraine
- Vereinigtes Königreich 1
- Vereinigte Staaten
- Mitgliedsstaaten 2 der  Europäischen Union

## Hintergrund

### Gesetzliche Grundlage
Am 4. Juni 2018 unterschrieb der russische Präsident Wladimir Putin ein Gesetz (russisch О мерах воздействия (противодействия) на недружественные действия Соединенных Штатов Америки и иных иностранных государств ‚Über Maßnahmen zur Beeinflussung (Bekämpfung) unfreundlicher Handlungen der Vereinigten Staaten von Amerika und anderer ausländischer Staaten‘), um der russischen Regierung Gegensanktionen von Staaten zu ermöglichen, welche „unfreundlich“ gegen Russland vorgehen. Zuvor wurde das Gesetz am 13. April von einer von Wjatscheslaw Wolodin geführten Gruppe von Abgeordneten vorgeschlagen, am 22. Mai von der Duma verabschiedet und am 30. Mai vom russischen Föderationsrat bestätigt. Zu den möglichen Gegenmaßnahmen gehören Ein- und Ausfuhrbeschränkungen, die Aussetzung oder Beendigung der internationalen Zusammenarbeit oder auch die Privatisierung von Staatsvermögen.

### Veröffentlichung im Mai 2021
Ende April 2021 kündigte die Sprecherin des russischen Außenministeriums Marija Sacharowa an, dass Russland eine „Liste unfreundlicher Staaten“ veröffentlichen werde, die die Vereinigten Staaten einschließt. Frühe Entwürfe der Liste mit bis zu zehn Staaten sickerten durch, letztendlich enthielt sie nur die Vereinigten Staaten und Tschechien. Mit Veröffentlichung der Liste erlaubte die russische Regierung der tschechischen Botschaft in Moskau, nicht mehr als 19 russische Staatsangehörige einzustellen, und verbot dies der US-Botschaft vollständig.
Russlands diplomatische Beziehungen zu beiden Ländern befanden sich zu dieser Zeit auf einem Tiefpunkt. Die Vereinigten Staaten und Russland hatten kurz vorher Diplomaten des jeweils anderen ausgewiesen, zudem verhängten die Vereinigten Staaten Sanktionen gegen Russland als Vergeltung für russische Cyberangriffe und die Störung der Wahlen 2016. In ähnlicher Weise beschuldigte Tschechien Russland, für die Explosion von zwei Munitionsdepots bei Vrbětice im Jahr 2014 verantwortlich zu sein.

### Erweiterung im März 2022
Am 24. Februar 2022 begann der Russische Überfall auf die Ukraine. Daraufhin verhängten zahlreiche Staaten weltweit Sanktionen zur Lähmung der russischen Wirtschaft. Russland reagierte mit der Erweiterung seiner Liste auf 48 Staaten und Territorien.
Russische Bürger und Unternehmen, der Staat selbst, seine Regionen und Gemeinden, die Verpflichtungen gegenüber ausländischen Gläubigern auf der Liste haben, können diese in Rubel bezahlen. Das vorübergehende Verfahren soll für Zahlungen gelten, die 10 Millionen Rubel (oder umgerechnet in Fremdwährung) je Monat überschreiten.
Am 23. März 2022 ordnete Präsident Putin an, dass Erdgaslieferungen für Staaten auf der Liste in Rubel zu zahlen sind, da die weltweiten Sanktionen den Rubelkurs sinken ließen und hiermit auch die Sanktionen unterlaufen werden können.